# 铁磁性

微观下的磁性序列（每个粒子的磁矩）。

鐵磁性（Ferromagnetism），又稱作強磁性，指的是一種材料的磁性狀態，具有自發性的磁化現象。各材料中以鐵最廣為人知，故名之。
某些材料在外部磁場的作用下得而磁化後，即使外部磁場消失，依然能保持其磁化的狀態而具有磁性，即所謂自發性的磁化現象。
所有的永久磁鐵均具有铁磁性或亞铁磁性。
基本上铁磁性这个概念包括任何在没有外部磁场时显示磁性的物质。至今依然有人这样使用这个概念。但是通过对不同显示磁性物质及其磁性的更深刻认识，学者们对这个概念做了更精确的定义。
一個物質的晶胞中所有的磁性離子均指向它的磁性方向時才被稱為是鐵磁性的。
若其不同磁性離子所指的方向相反，其效果能够相互抵消則被稱為反鐵磁性。
若不同磁性離子所指的方向相反，但是有强弱之分，其产生的效果不能全部抵消，則稱為亚铁磁性。
物質的磁性現象存在一個臨界溫度，在此溫度之上，铁磁性会消失而变成顺磁性，在此温度之下铁磁性才会保持。
對於鐵磁性和亞鐵磁性物质，此温度被稱為居里溫度（虽然都称为居里温度，但二者是有差别的）；對於反鐵磁性物质，此温度被稱為奈爾溫度。
有人认为磁铁与铁磁性物质之间的吸引作用是人类最早对磁性的认识。

## 原理
鐵磁性的原理可由兩個量子力學描述的現象成功的預測：自旋和泡利不相容原理。
电子的自旋加上其轨道角动量导致一个偶极子磁矩和形成一个磁场。在大多数物质中所有电子的总偶极磁矩为零。只有電子層不满的原子（电子不成对）可能在没有外部磁场的情况下表现一个净磁矩。铁磁性物质有许多这样的电子。假如它们排列在一起的话它们可以一起产生一个可观测得到的宏观场。
这些偶极趋于指向外部磁场的方向。这个现象被称为顺磁性。铁磁性物质的偶极趋于在没有外部磁场的情况下也指向同一方向。这是一个量子力学现象。
按照古典电磁学，两个临近的磁偶极趋于指向相反的方向，因此，它們的磁場會互相抗拒，互相抵銷。但是，由於單獨自旋產生的磁場很小，這效應很微弱，形成的排列很容易就會被熱漲落（thermal fluctuation）摧毀。在有些物质裏，由於一種稱為交换相互作用（exchange interaction）的特別量子力學效應，自旋與自旋彼此之間方向的改變，會導致臨近電子靜電排斥力的改變。在近距離，交换相互作用會比偶極-偶極磁相互作用強勁很多。因此，對於鐵磁性物質，臨近電子的自旋趨於指向同樣的方向。
根據包立不相容原理，兩個自旋相同的電子不能佔有同樣的位置。因此，兩個臨近原子的位於最外電子層的不成對價電子，當它們的軌域相互重疊時，假若自旋方向相同（平行自旋），則電荷分佈會比較分散，否則，電荷分佈會比較集中。所以，促使自旋方向相同這動作會降低電勢能，使得平行自旋態更為穩定(洪德定則)。簡言之，因庫倫力而互相排斥的電子，藉著平行自旋使得電荷分佈更加分散，從而降低電勢能。這能量差稱為交換能（exchange energy）。
在长距离上（数千离子）交换能的作用逐渐被经典偶极相对排列的趋势掩盖，这是在平衡（没有磁性的）情况下铁磁性物质的偶极总的来说不排列起来的原因。在没有磁性的铁磁性物质中其磁偶极被分割在外斯磁畴中。每个磁畴内部短距离地磁偶极排列指向同一方向，但是在长距离上不同磁畴的磁偶极的排列不一致。不同磁畴之间的边界被称为畴壁，畴壁内原子之间的指向逐渐更改。
因此一块铁一般没有磁性，或者其磁性非常弱。但是在一个足够强的外部磁场中，所有磁畴会沿着这个磁场排列，在外部磁场消失后这些磁畴会继续保存其同一的指向。这个磁场与外部磁场之间的关系由一条磁滞曲线描写。虽然这个排列整齐的磁畴的能量不是最低的，但是它非常稳定。在海底的磁铁矿会上百万年地指向它形成时的地磁场方向。通过加热再在没有外部磁场的情况下冷却磁铁的磁场会消失。
温度升高后热振荡（或熵）与铁磁性的偶极排列竞争。温度高于居里点后晶体内发生二级相变，整个系统无法磁化，在有外部磁场的情况下这时铁磁性物质显示顺磁性。在居里点下对称破缺，磁畴形成。居里点本身是一个阈值，理论上这里的磁化率为无穷大，虽然这里没有磁化，但是在任何长度范围内均有类似磁畴的自旋波动。
尤其是使用简化了的伊辛自旋模型来研究铁磁性相变对统计物理学的发展起了巨大作用。在这里平均场理论明显地无法正确地预言居里点上的现象，需要被重整化群理论取代。

## 铁磁性物质
| 物质      | 居里点（K） |
| --------- | ----------- |
| Co        | 1388        |
| Fe        | 1043        |
| FeOFe2O3* | 858         |
| NiOFe2O3* | 858         |
| CuOFe2O3* | 728         |
| MgOFe2O3* | 713         |
| MnBi      | 630         |
| Ni        | 627         |
| MnSb      | 587         |
| MnOFe2O3* | 573         |
| Y3Fe5O12* | 560         |
| CrO2      | 386         |
| MnAs      | 318         |
| Gd        | 292         |
| Tb        | 219         |
| Dy        | 88          |
| EuO       | 69          |

不少晶体显示铁磁性或亚铁磁性。右表列出一些有代表性的及其居里点。在居里点以上它们不再显示磁性。
其组成金属本身不是铁磁性的合金被称为赫斯勒合金，这个名字来自于弗里茨·赫斯勒。
通过速冻液态合金可以形成非晶体的铁磁性合金。这样的合金的优点在于它们的特性几乎是等方性的，因此矫顽力低，磁滞现象损失低，磁导率高，电阻高。典型的这样的合金是过渡金属-准金属合金，其成分由约80%的过渡金属（一般铁、钴、镍等）和约20%的准金属（硼、碳、硅、磷或铝）组成，后者降低其熔点。

## 书籍
- 铁磁性物理，近角聪信著，兰州大学出版，2002年7月，ISBN 7-311-02030-1
- 铁磁性理论导论，A.Aharoni著，兰州大学出版社，ISBN 7-311-02029-8
- 自旋电子学导论